# Lomatia abbreviata
Lomatia abbreviata är en tvåvingeart som beskrevs av Villeneuve 1911. Lomatia abbreviata ingår i släktet Lomatia och familjen svävflugor. Inga underarter finns listade i Catalogue of Life.